# Akwesasne

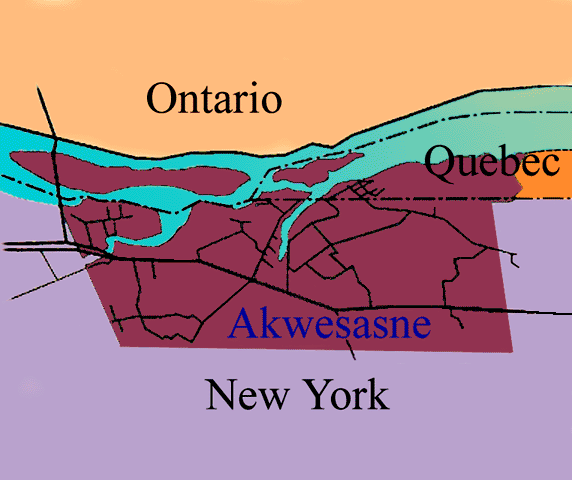
Karta över Akwesasne territorium

Mohawk Nation of Akwesasne är ett mohawkterritorium som är uppdelat mellan St. Regis Mohawk Reservation i delstaten New York i USA samt Akwesasne 59 i provinsen Ontario och Akwesasne 15 i provinsen Québec, båda i Kanada.
Akwesasne är ett mohawkterritorium (Kanienʼkehá꞉ka) som ligger på gränsen mellan USA och Kanada och på den regionala gränsen mellan provinserna Ontario och Quebec på södra stranden av Saint Lawrencefloden, samt på ett antal öar i floden, varav den största är Cornwall Island. Majoriteten av befolkningen bor i den kanadensiska delen av området. Även om Akwesasne delas av gräns betraktar sig invånarna som ett samhälle. De har dock en separat polis i olika stater av juridiska skäl och grundat på nationella lagar.

## Ursprung och betydelse
Enligt traditionen var det mohawker som tidigare hade bott i Kahnawake som kom att bosätta sig i Akwesasne runt 1750. En katolsk mission ledd av jesuiter grundades  där 1752 och placerades under beskydd av Sankt Jean-François Régis, känd som Cévennernas apostel, själv en fransk jesuit som dog 1640 och helgonförklarades 1737. Missionen behöll  bara det förkortade namnet St. Regis, och 1758 hittades skrivningen St. Regis på en karta. Den parallella användningen av de amerikanska och franska formerna bekräftas av samtida dokument från denna period. Sålunda noterades Aghquissasne och Aghquesaine i verk från 1763 respektive 1768. När ett postkontor etablerades på denna plats 1864 föredrogs namnet Saint-Régis. Även om flera källor fortfarande vittnar om användningen av Akwesasne i början av 1900-talet var det inte förrän på 1980-talet som den benämningen återfick sin popularitet och 1988 integrerades i den officiella toponymin.
Samhället grundades i mitten av 1700-talet av Mohawk-familjer från Kahnawake (även känd som Caughnawaga), en katolsk mohawkby som uppstod söder om Montreal längs Saint Lawrence. Befolkningen av Akwesasne har cirka 12 000 invånare, vilket är det största antalet som har registrerats.   Från grundandet i mitten av 1800-talet ansågs Akwesasne vara en av Kanadas sju nationer. Det är ett av flera Kanienʼkehá꞉ka (Mohawk) territorier, som betyder "folk av flinta" på Mohawk språket, i dagens Kanada, varav de andra är Kahnawake, Wahta, Tyendinaga, Kanesatake och de sex nationerna i Grand River First Nation (som inkluderar flera mindre Mohawk-samhällen).När gränsen mellan Kanada och USA upprättades i början av 1800-talet definierades en stor del av territoriet som att tillhöra USA. Området i delstaten New York kallas på delstatsnivå för St. Regis Mohawk Reservation. Delen i Ontario kallas Akwesasne Reserve No. 59, och området i Quebec kallas Akwesasne Reserve No. 15.
Namnet Akwesasne betyder "landet där rapphönan trummar" på mohawk, vilket syftar på det rikliga djurlivet som finns i området.Detta snabba och kraftfulla slag, som kan höras en bra bit i skogen, är en del av hanens förförelserit under uppvaktningen. Akwesasne är cirka 90 km² stort och delas mellan Quebec, Ontario och delstaten New York. Dess geografiska läge gör den till den sydligaste byn i Quebec.